# Heliopsis oppositifolia
Heliopsis oppositifolia là một loài thực vật có hoa trong họ Cúc. Loài này được (Lam.) S.Díaz mô tả khoa học đầu tiên năm 1990.